# Jordanoleiopus
Jordanoleiopus är ett släkte av skalbaggar. Jordanoleiopus ingår i familjen långhorningar.

## Dottertaxa tillJordanoleiopus, i alfabetisk ordning[1]
- Jordanoleiopus abyssinicus
- Jordanoleiopus africanus
- Jordanoleiopus alboreductus
- Jordanoleiopus alboscutellaris
- Jordanoleiopus albosuturalis
- Jordanoleiopus antennalis
- Jordanoleiopus benjamini
- Jordanoleiopus bifuscoplagiatus
- Jordanoleiopus binigromaculipennis
- Jordanoleiopus brunneicolor
- Jordanoleiopus catops
- Jordanoleiopus conradti
- Jordanoleiopus endroedyi
- Jordanoleiopus feai
- Jordanoleiopus femoralis
- Jordanoleiopus fenestrella
- Jordanoleiopus flavescens
- Jordanoleiopus flavomaculatus
- Jordanoleiopus flavosignatus
- Jordanoleiopus flavosuturalis
- Jordanoleiopus flavovittatus
- Jordanoleiopus fuscomaculatus
- Jordanoleiopus fuscosignatipennis
- Jordanoleiopus fuscosignatus
- Jordanoleiopus fuscosparsutus
- Jordanoleiopus gabonensis
- Jordanoleiopus gabonicus
- Jordanoleiopus gardneri
- Jordanoleiopus hautmanni
- Jordanoleiopus ivorensis
- Jordanoleiopus kivuensis
- Jordanoleiopus leonensis
- Jordanoleiopus machadoi
- Jordanoleiopus maynei
- Jordanoleiopus mirei
- Jordanoleiopus mocquerysi
- Jordanoleiopus monoxenus
- Jordanoleiopus multinigromaculatus
- Jordanoleiopus niger
- Jordanoleiopus nimbae
- Jordanoleiopus orientalis
- Jordanoleiopus pantosi
- Jordanoleiopus paraphelis
- Jordanoleiopus partesuturalis
- Jordanoleiopus polymistus
- Jordanoleiopus quadriflavomaculatus
- Jordanoleiopus rufofemoralis
- Jordanoleiopus rufofemoratus
- Jordanoleiopus rufotibialis
- Jordanoleiopus ruwenzorii
- Jordanoleiopus subunicolor
- Jordanoleiopus testui
- Jordanoleiopus ugandicola
- Jordanoleiopus unicolor
- Jordanoleiopus villiersi
- Jordanoleiopus zanzibaricus